# Atleti Olimpici Individuali
Per Atleti Olimpici Individuali s'intende il nome utilizzato ai Giochi della XXVII Olimpiade dalla rappresentanza degli atleti di Timor Est.

## Atletica leggera
| Gara     | Atleta           | Tempo    | Posizione |
| -------- | ---------------- | -------- | --------- |
| Maratona | Calisto da Costa | 2h33'11" | 71º       |

| Gara     | Atleta        | Tempo    | Posizione |
| -------- | ------------- | -------- | --------- |
| Maratona | Aguida Amaral | 3h10'55" | 43º       |

## Pugilato
Maschile
| Atleta       | Evento       | 16-esimi               | Ottavi               | Quarti               | Semifinali           | Finale               |
| Atleta       | Evento       | Avversario Risultato   | Avversario Risultato | Avversario Risultato | Avversario Risultato | Avversario Risultato |
| ------------ | ------------ | ---------------------- | -------------------- | -------------------- | -------------------- | -------------------- |
| Víctor Ramos | Pesi Leggeri | Raymond Narh Eliminato | -                    | -                    | -                    | -                    |

## Sollevamento pesi
Maschile
| Atleta             | Evento | Strappo | Strappo | Strappo | Slancio | Slancio | Slancio | Totale | Classifica |
| Atleta             | Evento | 1       | 2       | 3       | 1       | 2       | 3       | Totale | Classifica |
| ------------------ | ------ | ------- | ------- | ------- | ------- | ------- | ------- | ------ | ---------- |
| Martinho de Araújo | −56 kg | 65,0    | 65,0    | 67,5    | 85,0    | 90,0    | 95,0    | 157,5  | 20º        |